# NGC 6022
NGC 6022 في الفهرس العام الجديد، هي مجرة، تقع في كوكبة الحية. اكتشفت في 19 مايو 1881 بواسطة إدوارد ستيفان.

## روابط خارجية
- NGC 6022 على موقع ويكي سكاي: DSS2, SDSS, GALEX, IRAS, Hydrogen α, X-Ray, Astrophoto, Sky Map, Articles and images